# Kronika Miasta Łodzi
Kronika Miasta Łodzi – czasopismo historyczno-kulturalne dotyczące wiedzy o Łodzi, wydawane przez Urząd Miasta Łodzi – Biuro Aktywności Miejskiej; ukazuje się od 1991 początkowo jako rocznik, następnie w okresach półrocznych, a od 2011 jako kwartalnik. Od 2020 – nieregularnie, także w wersji internetowej. Adresowane do osób zainteresowanych dziejami i współczesnością Łodzi.

## Charakterystyka czasopisma
„Kronika Miasta Łodzi” jest periodykiem zawierającym artykuły i opracowania dotyczące wiedzy o Łodzi, jej przeszłości i teraźniejszości. Analizowane i dokumentowane są w nim wybrane zjawiska związane z miastem, przybliżane zapomniane fakty, a także postaci zasłużone dla Łodzi. Początkowo w czasopiśmie przeważały materiały dotyczące spraw gospodarczych, później większą uwagę poświęcono historii miasta, kulturze, literaturze i biografistyce.
24 czerwca 2003 powołany został nowy skład redakcji, Dokonując czytelnej reformy dotychczasowej formuły redakcyjnej periodyku wyszliśmy z założenia, że problemom Łodzi współczesnej należy się na jego łamach znacznie więcej miejsca, niż było to dotychczas. Nie oznacza to jednak, że zrezygnujemy z tematyki historycznej, która dotąd zdecydowanie dominowała w „Kronice”.(...) Redagując „Kronikę” chcemy w jeszcze większym stopniu oprzeć się na autorskich tekstach ludzi różnych zawodów i specjalności, tak aby treść czasopisma pełniej odzwierciedlała bogactwo talentów, wiedzy i doświadczenia łodzian – taką deklarację wobec czytelników złożył Gustaw Romanowski – ówczesny redaktor naczelny czasopisma. Pismo zyskało też nową szatę graficzną i typografię, którą zaprojektował Andrzej Chętko.

## Układ czasopisma
W Kronice występują następujące bloki tematyczne:

- Pierwsze kolumny
- Nauka
- Kultura
- Historia
- Religie, kościoły, wyznania
- Sport
- Łodzianie
- Osiedla, domy, ulice
- Czarne dziury, białe plamy
- Łódzkie organizacje pozarządowe
- Recenzje
- Wspomnienia
- Kroniki rodzinne
- Z łódzkiego raptularza.

Część z nich występuje na stałe w każdym wydaniu periodyku (m.in. Pierwsze kolumny, Łodzianie czy Z łódzkiego raptularza), inne w zależności od potrzeb (np. Religie, kościoły, wyznania).

## Zespół redakcyjny
Redaktorzy naczelni:
- Wojciech Michalski (1991–1994)
- Andrzej Rostocki (1994–1998)
- Bogusław Sikorski (1998–2002)
- Gustaw Romanowski (2003–2018)
- Arkadiusz Grzegorczyk (2018–2019)
- Dorota Ceran (2020–2021)
- Mariusz Goss (od 2021)[1]

Autorzy regularnie współpracujący
- Błażej Filanowski
- Małgorzata Golicka-Jabłońska
- Wojciech Górecki
- Marek Strąkowski
- Marcin Kieruzel
- Paulina Dzwonkowska
- Barbara Gortat
- Dariusz Kędzierski
- Ryszard Kleszcz
- Dominika Łarionow
- Monika Nowakowska
- Mateusz Sidor
- Maria Sondej
- Aneta Stawiszyńska
- Kamil Śmiechowski
- Przemysław Waingertner
- Krzysztof Paweł Woźniak
- Janusz Wróbel
- Wojciech Źródlak

Ponadto autorami artykułów i opracowań są pracownicy naukowi, studenci (głównie UŁ), publicyści i dziennikarze.
Sekretarzami redakcji byli Zofia Gromiec (1994–1998), Edward Mueler (1998–2002), Marek Strąkowski (2004–2012), Marcin Kieruzel (2012–2015) i Błażej Filanowski (2015–2018), a w skład zespołu redakcyjnego wchodzili m.in. Marek Strąkowski, Barbara Gortat, Mateusz Sidor i Mieczysław Gumola.

## Wydania specjalne
Oprócz tomów czasopisma, w ramach Biblioteki Kroniki Miasta Łodzi, ukazują się od 2005 publikacje specjalne, poświęcone szczególnym wydarzeniom i postaciom związanym z Łodzią. Przybliżane są w nich biografie ludzi noszących cechy wielkiego cywilnego bohaterstwa, podejmujących różne formy sprzeciwu wobec totalitaryzmu z lat 1945–1989, dla których zabrakło miejsca na kartach programowej historii. Do roku 2018 ukazało się 14 tomów:
- tom 1 – Żeby ten krzyk nie przeminął (o przebiegu obchodów 60. rocznicy likwidacji Litzmannstadt Ghetto), 2005;
- tom 2 – Bohaterowie trudnych czasów, 2006. Opisano następujące osoby: Karol Głogowski, ks. Stanisław Janik, Czesław Molenda, Józef Śreniowski[2];
- tom 3 – Raport z oszacowania strat i szkód poniesionych przez miasto Łódź wskutek wybuchu i trwania II wojny światowej oraz wynikłych z organizacji i funkcjonowania Litzmannstadt Ghetto, 2006[3];
- tom 4 – Bohaterowie trudnych czasów; zbiór 2: 2007. Opisano następujące osoby: Jan Kowalewski, Stanisław Mecych, Paweł Romanowski, Jerzy Scheur, Władysław Stanilewicz, Ewa Sułkowska-Bierezin, Yoshiho Umeda[4];
- tom 5 – Bohaterowie trudnych czasów; zbiór 3: 2008; zawiera artykuły poświęcone następującym osobom: Antoni Chyliński, Ewa Juszko-Pałubska, Jan Kapuściński, Zenobia Łukasiewicz, Wiesław Maciejewski, Feliks Milan, Leszek Witkowski, Tadeusz Zwiedryński[5];
- tom 6 – Bohaterowie trudnych czasów; zbiór 4: 2009; zawiera artykuły poświęcone następującym osobom: s. Maria Aleksandrowicz, Jerzy Dłużniewski, Tomasz Filipczak, Rozalia Jarząbek, Mieczysław Potocki, Halina Szwarc[3];
- tom 7 – Bohaterowie trudnych czasów, zbiór 5: 2010; zawiera artykuły poświęcone następującym osobom: Aleksander Arkuszyński, Benedykt Czuma, ks. Wincenty Harasymowicz, Marek Myszkiewicz-Niesiołowski, Zygmunt Markiewicz, Grażyna Sumińska, Zbigniew Zakrzewski[3];
- tom 8 – Bohaterowie trudnych czasów, zbiór 6: 2011; zawiera artykuły poświęcone następującym osobom: Sukumar Bose, Sławomir Cieślikowski, Stanisław Gorzuchowski, Krystyna Kowalczyk, Witold Sułkowski, Adam Trybus[6];
- tom 9 – Bohaterowie trudnych czasów, zbiór 7: 2012; zawiera artykuły poświęcone następującym osobom: Edmund Kowalczyk, Wacław Lipiński, Antoni Purtal, Zbigniew Siemiński, Andrzej Sokołowski, Apoloniusz Zawilski[7];
- tom 10 – Bohaterowie trudnych czasów, zbiór 8: 2013; zawiera artykuły poświęcone następującym osobom: Alfred Biłyk, ks. Aleksander Falzmann, Aleksander Margolis, Chaim Lajb Poznański, Stanisław Rapalski, Stanisław Sapociński, bp Kazimierz Tomczak[3];
- tom 11 – Bohaterowie trudnych czasów, zbiór 9: 2015; zawiera artykuły poświęcone następującym osobom: Władysław Barański, Ludwik Danielak „Bojar", Borys Fiedotjew-Jastrzębski, Hilary Oraczewski „Morus", Ks. Bohdan Papiernik, Bracia Roman, Mieczysław, Stefan Starzyńscy, Stanisław Więckowski[3];
- tom 12 – Biblioteki „Kroniki Miasta Łodzi”, zbiór 10: 2016; cyklu wydawniczego „Bohaterowie trudnych czasów” – Spacernik. Śladami opozycji demokratycznej[8];
- tom 13 – Biblioteki „Kroniki Miasta Łodzi”, Rok Piłsudskiego (2017)[9];
- tom 14 – Biblioteki „Kroniki Miasta Łodzi”, 595 lat Łodzi: 1423-2018. Narodziny miasta (2018)[9].

## Dostępność czasopisma
Kronika Miasta Łodzi jest czasopismem bezpłatnym, finansowanym z budżetu miasta Łodzi, wydawanym w nakładzie 1200 egzemplarzy. Dostępna jest m.in. w następujących punktach:
- biblioteki (m.in. Biblioteka Narodowa w  Warszawie, Wojewódzka Biblioteka Publiczna im. Marszałka Józefa Piłsudskiego w Łodzi, Biblioteka Uniwersytetu Łódzkiego oraz Pedagogiczna Biblioteka Wojewódzka w Łodzi)
- instytucje kultury
- Centrum Informacji Turystycznej w Łodzi (Piotrkowska 87)
- księgarnie

Ponadto egzemplarze czasopisma trafiają do łódzkich teatrów, stowarzyszeń kulturalnych, redakcji czasopism, a także Instytutu Polskiego im. gen. Sikorskiego w Londynie, Instytutu im. Marszałka Józefa Piłsudskiego w Nowym Jorku, Europejskiego Instytutu Uniwersyteckiego we Florencji, Instytutu Jad Waszem w Jerozolimie.
Kronika jest też fragmentarycznie dostępna w internecie w formacie PDF na stronie Urzędu Miasta Łodzi.

## Nagrody i wyróżnienia
- 2015 „Przyjaciel Piotrkowskiej” (okolicznościowa nagroda Fundacji Ulicy Piotrkowskiej)
- 2012 „Superekslibris” (nagroda przyznawana przez Wojewódzką Bibliotekę Publiczną im. Marszałka Józefa Piłsudskiego w Łodzi)
- 2012 Promesa wyróżnienia Citta Nostra włoskiej Fundacji Regionów Europejskich (FRE)